# Jacques Villon

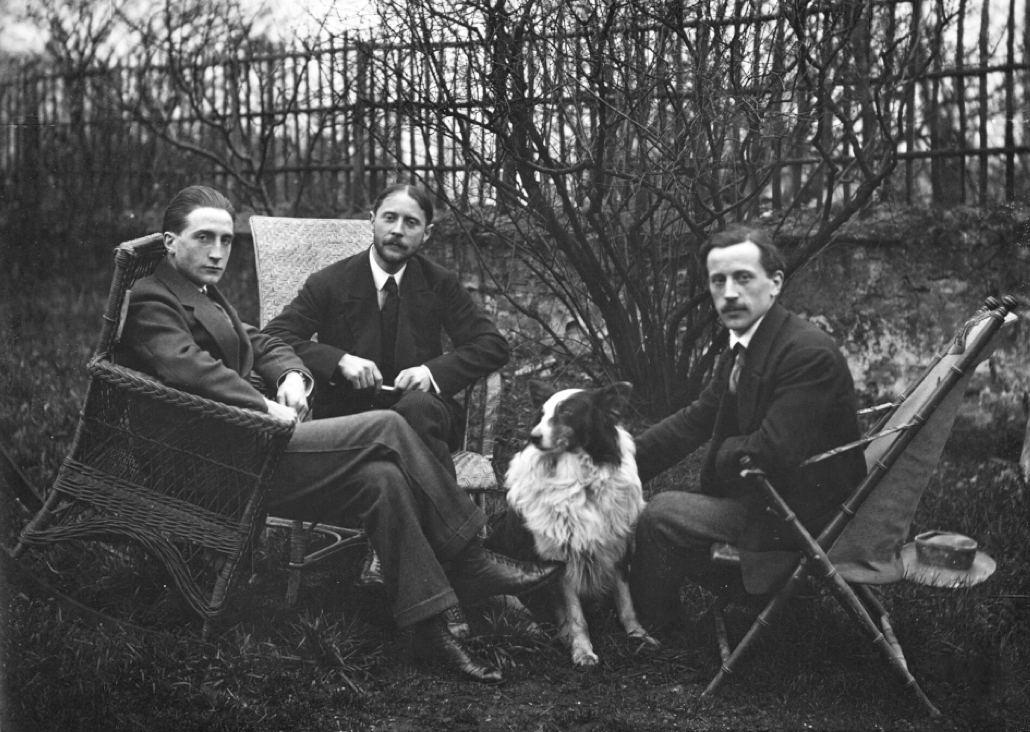
Marcel Duchamp, Jacques Villon, Raymond Duchamp-Villon nel giardino del Villon's studio, Puteaux, France, c.1913

Jacques Villon (Blainville-Crevon, 31 luglio 1875 – 8 giugno, 1963) è stato un pittore francese.

## Biografia
Fratello di Raymond Duchamp-Villon. Fu legato al movimento cubista. Vi aderì relativamente tardi, nel 1911 attraverso il fratello Raymond, a trentasei anni. «Prima si era dedicato all'incisione, aveva eseguito degli schizzi, ma la sua attività fondamentale era costituita dall'illustrazione di riviste, tra le quali L'Assiette au Beurre».

## Contestualizzazione internazionale
Questo rapporto tra arte e humour, arte e vignette di giornali, che nella stessa rivista francese vedeva coinvolti, tra altri, Kupka, Kees van Dongen o Caran d'Ache, era lo stesso che ritroviamo nel Modernismo in Portogallo, dove c'erano artisti come Amadeo de Souza-Cardoso o Almada Negreiros che pubblicavano vignette su giornali e dove nel 1912 a Lisbona con la 1ª esposizione degli Umoristi Portoghesi «il pensiero moderno si afferma, non attraverso la pittura e la scultura in quanto arti di maggior statuto, ma attraverso il disegno che ancora si limita alle convenzioni proprie della caricatura e dell'umorismo». Villon, come altri, «aderì al Cubismo senza conoscere direttamente né Picasso né Braque e questo spiega forse il carattere particolare della sua opera». In Francia Villon, insieme ad artisti quali Bonnard, Matisse, Picasso, Braque, si erano affermati come pittori moderni per il loro modo di interpretare gli oggetti, di variarli, deformarli in libertà, di situarli in spazi che la prospettiva tradizionale non prevedeva.
L'opera di Villon si trova in importanti musei: il De Young Memorial Museum di San Francisco, il Minneapolis Institute of Art, il Museum of Fine Arts di Boston; il Museum of Modern Art di New York; la National Gallery of Art di Washington; la Art Gallery of New South Wales di Sydney; la Biblioteca nazionale di Francia di Parigi e il Museo Jenisch di Vevey. Si trova anche in importanti collezioni private: Joachim Collection di Chicago, la Vess Collection di Detroit, e la Ginestet di Parigi.

## Pittura in equilibrio tra natura e astrazione
Franco Russoli, sintetizzando lo stile di Jacques Villon in occasione della sua mostra che la Francia realizzò alla XXVIII Biennale di Venezia, corredando l'articolo con Il ponte di Beaugency, parlò di immagini realizzate seguendo un rigido schema cubista e scrisse: «Le sue immagini, figurate secondo un raffinatissimo schema cubista, vibrano e si stagliano in spazi cristallini, trasparenti di luci fredde, di nitidi, chiari, acidi colori. La sua pittura è un equilibrio».
Mario De Micheli individuò una regola di base valevole per i pittori cubisti, tra i quali fa il nome di Villon, oltre le personali sfumature: «Il quadro sarà un fatto concreto. Avrà la sua indipendenza legittima come ogni creazione naturale o altro (...) non risvegliando più l'idea del paragone secondo la verosimiglianza».

## Riconoscimenti
Gran Premio alla XXVIII Biennale di Venezia del 1956.